# Sihăstria lui Gurnemanz

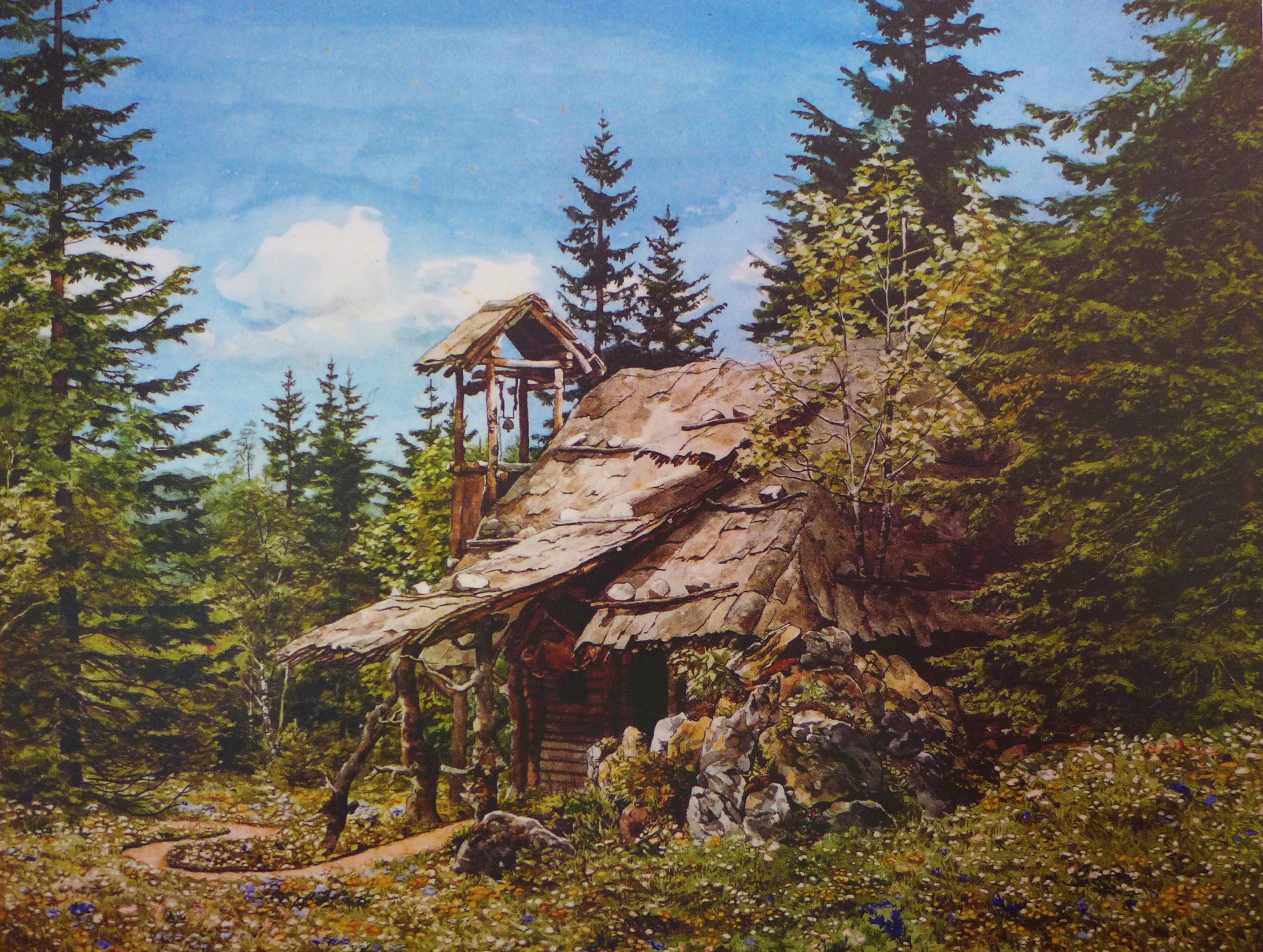
Sihăstria lui Gurnemanz
(Acuarelă de Heinrich Breling, 1882)

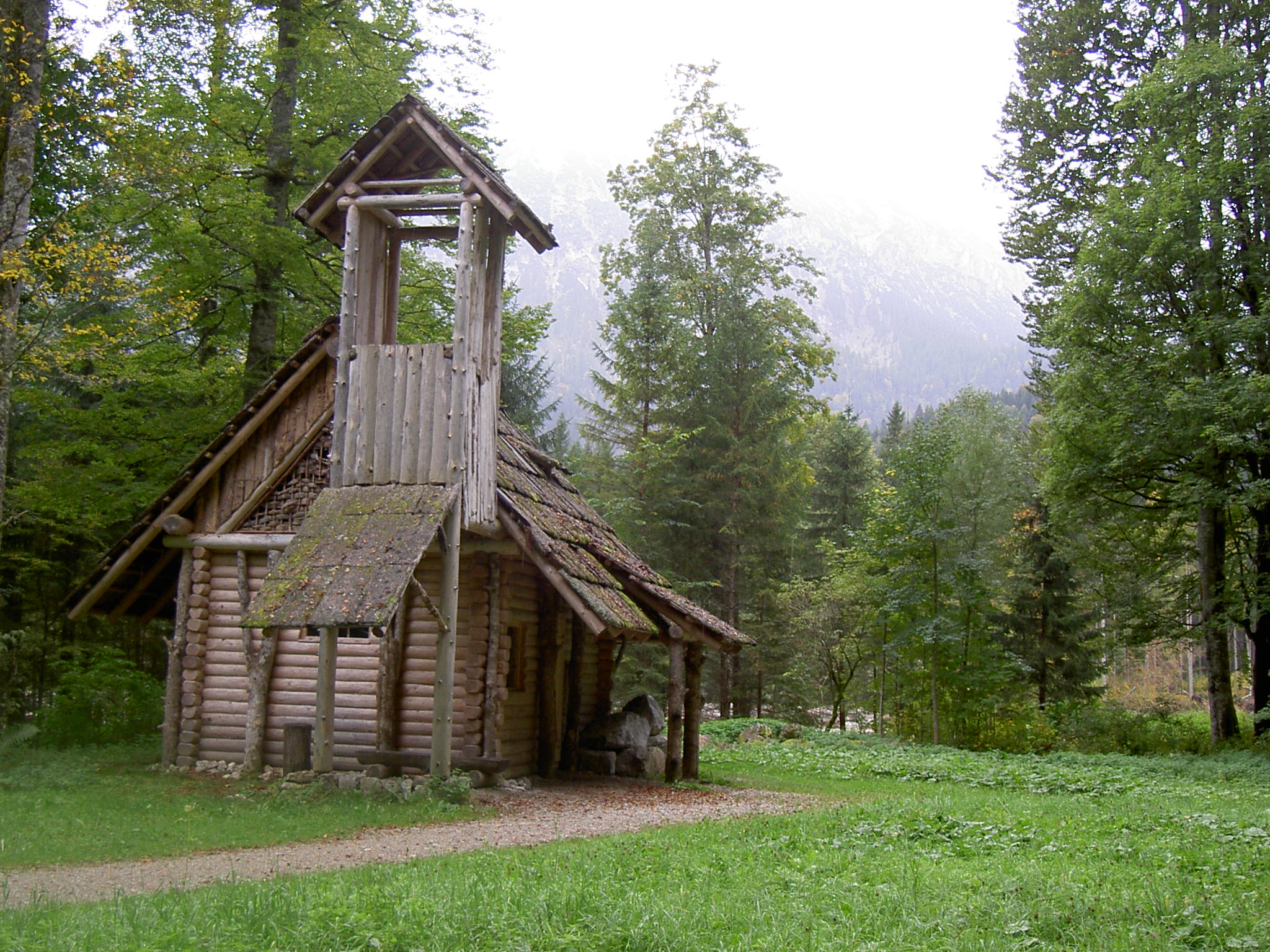
Sihăstria lui Gurnemanz

Sihăstria lui Gurnemanz (în germană Einsiedelei des Gurnemanz) este o colibă de pustnic (în formă de capelă), situată într-o poiană din pădurea de pe terenul parcului Castelului Linderhof. A fost construită în vara anului 1877, la comanda regelui Ludovic al II-lea al Bavariei, pe baza indicațiilor de scenă ale lui Richard Wagner pentru decorurile actului al III-lea al operei sale Parsifal.
În luna august a aceluiași an Ludovic al II-lea i-a comunicat prietenului său Richard Wagner că a dispus să fie construită o colibă de pustnic, rezemată de o stâncă. Ea seamănă cu cea a lui Gurnemanz, de lângă o pajiște, care la anul va deveni o frumoasă pășune plină cu flori, îi scria el în acea scrisoare.
Un izvor curge în imediata apropiere, așa că acolo totul îmi aduce aminte de acea dimineață festivă și austeră de Vinerea Mare a voluptosului tău Parsifal, care, cu o forță copleșitoare, mi-a pătruns până în cele mai adânci profunzimi ale sufletului și care mi-a revărsat în ochi cea mai curată și sfântă emoție, mie, care nu obișnuiesc să plâng. Acolo, în acel loc sfințit, ca pe un presentiment de rău augur, aud răsunând trâmbițele de argint ale cetății Graalului...
S-a dovedit apoi a fi foarte greu să faci să înflorească poiana din fața schitului, după dorința regală, deoarece sihăstria lui Gurnemanz era ridicată în munți, la o altitudine de aproximativ 1.100 de metri deasupra nivelului mării.
Prin urmare, i s-a dat o mână de ajutor naturii și, înainte de fiecare vizită a regelui, din locuri cu climat mai prielnic se scoteau „brazde de iarbă pe care creșteau din belșug flori”, și erau replantate în fața sihăstriei lui Gurnemanz. 
În anul 1945 sihăstria cu mica sa clopotniță a fost incendiată de un pădurar, iar rămășițele sale rămase în paragină au dispărut complet după 1960. În 1999-2000 a fost reconstruită cu fidelitate în parcul castelului, cu fonduri provenite din donații private.